# Hand in Hand (singolo beFour)
Hand in Hand è un brano del gruppo musicale beFour, unico singolo estratto dal secondo album del gruppo, Hand in Hand.
Il brano, scritto da Christian Geller, è stato pubblicato come singolo il 9 novembre 2007 dall'etichetta discografica Universal nei paesi di lingua tedesca.

## Tracce e formati
CD-Maxi (Pop 'N' Roll 06025 1749515 (UMG)
1. Hand in Hand (Radio Version) - 4:02
2. Because It's Christmas - 3:16
3. Hand In Hand (Karaoke Version) - 4:03
4. Grußbotschaft - 1:33

Digital Download
1. Hand in Hand - 3:59
2. Because It's Christmas - 3:16
3. Hand in Hand (Karaoke Version) - 4:03
4. Grußbotschaft - 1:33

## Classifiche
| Classifiche | Posizione raggiunta |
| ----------- | ------------------- |
| Austria     | 8                   |
| Germania    | 27                  |
| Svizzera    | 73                  |